# Прут
Прут је река у источној Европи дугачка 953 km. У античко време река је била позната као Pyretus или Porata. Река настаје на источној страни падини планине Ховерла, дела Карпатских планина у Украјини. Река тече на југоситок да би се улила у Дунав код града Рени у Украјини, источно од Галаца.
Пре 1940. и присаједињења Бесарабије и северна Буковине Совјетском Савезу река се готово целим током налазила у Румунији. Данас она у дужини од 711 km чини границу између Румуније и Молдавије. Површина слива реке је 27,500 km², од којих је 10,990 km² у Румунији. Највећи град на обали Прута је Чернивци у Украјини. На реци је подигнута брана Станца-Контести.

## Име
Прут је у антици био познат као Пирет ( старогрчки : Πυρετος , романизовано :  Пиретос ), или скитски Пората (вероватно).
Херодот наводи Прут, под именом Пората или Пирет, међу пет река које теку кроз скитску земљу и уливају се у Дунав. У другом тому османско-бугарских хроника Имана „Јагфар Тарихи“ (1680) река Прут се помиње као Бурат, а у византијској расправи Константина Порфирогенита  „ О управљању царством “ помиње се као река Брут (гл. 38) или као Бурат (гл. 42).

## Историјски догађаји
- Османска војска Сулејмана Величанственог је 1538. године прешла Прут током похода на Карабогдан.
- Прутски уговор потписан је 23. јула 1711.
- Током руско-турског рата 1768-74 , 1. августа 1770. године, руске снаге победиле су већу османску војску у бици код Кагула на Пруту.

## Популарна култура
Сидир Воробкевич : У тој долини Прута
У тој долини Прута близу се налази колиба

У којој живи девојка — дивна ружа:

Њене очи као сјајне звезде које осветљавају небо;

Кад их видиш, момче, застаћеш са уздахом.

У тој Прутској долини месец не сија,

Само је љубавник дошао у своју светињу.

Слатки разговор у жубору сада иде

Док сањива стара река само тихо тече.

У тој Прутској долини цвеће се трга

И венци за свадбу с миртом мећу;

У кабини свирају гусле и бас

Док пријатељи заједно певају: На срећу!